# Langenau
Langenau é uma cidade da Alemanha, no distrito doa Alpes-Danúbio, na região administrativa de Tubinga, estado de Baden-Württemberg. Está situada 14 km a nordeste de Ulm.

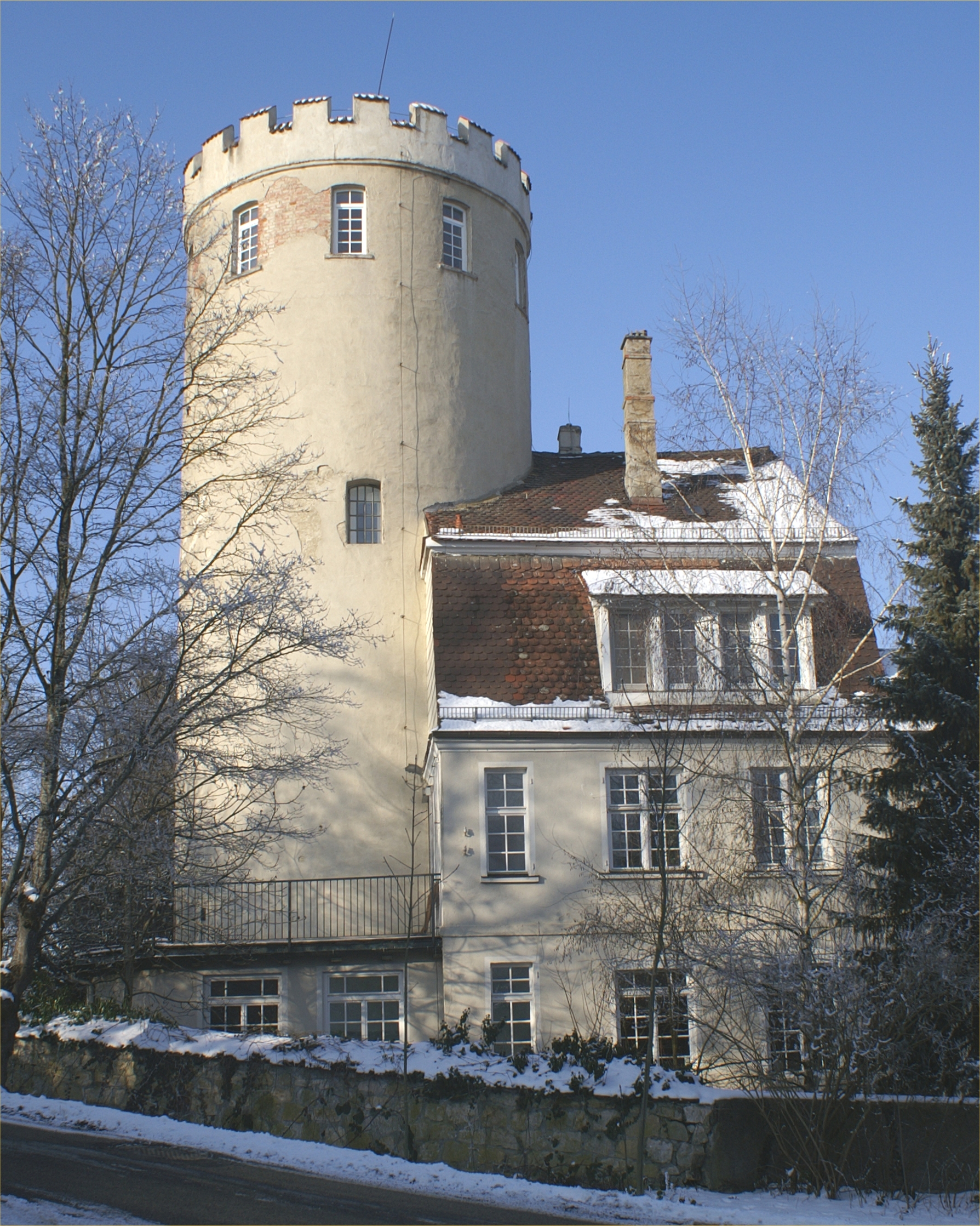
Castelo Albeck em Langenau.